# Frihandelsavtalet mellan Malaysia och USA
Frihandelsavtalet mellan Malyaysa och USA (engelska: Malaysia-US Free Trade Agreement) är ett föreslaget handelsavtal mellan Malaysia och USA. Förhandlingar om avtalet påbörjades i juni 2005. 

## Bakgrund
De bägge länderna har betydande handelsrelationer med varandra. 2010 var USA Malyasias största handelspartner och Malaysia var i sin tur USA:s tionde största handelspartner.